# Convair YB-60
Convair YB-60 là một mẫu máy bay ném bom thí nghiệm của Không lực Hoa Kỳ bị hủy bỏ vào ngày 14 tháng 4 năm 1952.

## Thiết kế và phát triển
Ngày 25 tháng 4 năm 1950, hãng Convair đưa ra đề nghị chính thức cho phiên bản cánh cụp về sau của B-36 trang bị hoàn toàn động cơ phản lực. Không lực Hoa Kỳ tỏ ra quan tâm đến mẫu này vào 15 tháng 3 năm 1951, USAF yêu cầu hãng Convair chuyển đổi hai máy bay B-36F (49-2676 và 49-2684) thành B-36Gs. Do máy bay này hoàn toàn khác hẳn so với mẫu đã có B-36, nên tên hiệu của nó được đổi thành YB-60.